# Heteroschema rugosopunctata
Heteroschema rugosopunctata är en stekelart som först beskrevs av William Harris Ashmead 1894.  Heteroschema rugosopunctata ingår i släktet Heteroschema och familjen puppglanssteklar. Inga underarter finns listade i Catalogue of Life.